# Jüdischer Friedhof (Kommern)

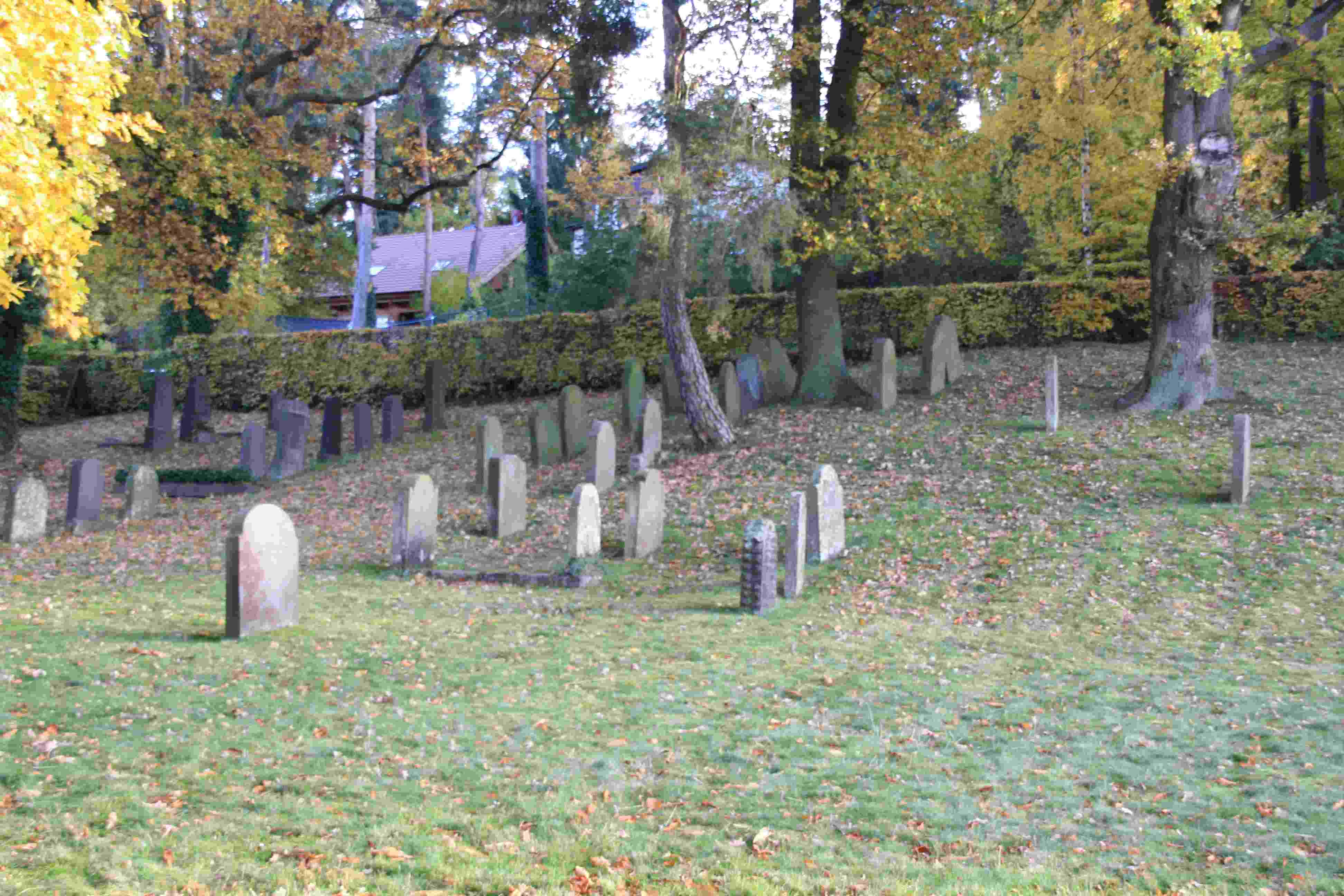
Teilansicht des Friedhofs

Der Jüdische Friedhof Kommern liegt am Prinzenweg in Kommern, einem Stadtteil von Mechernich im Kreis Euskirchen in Nordrhein-Westfalen.
Auf dem jüdischen Friedhof, der von vor 1840 bis 1937 belegt wurde, stehen noch 61 Grabsteine (Mazewot). 
Der Begräbnisplatz ist zur Frontseite hin mit einer Mauer und einem schmiedeeisernen Tor, welches offen steht, abgegrenzt. Er liegt in einem Berghang und ist von Wohnbebauung umgeben.
Für den 1937 beigesetzten Eduard Levano wurde erst 2006 ein Grabstein gesetzt. Finanziert wurde er durch Spenden vom Vereinskartell und der katholischen Kirche in Kommern. Ein Grundschullehrer und Hobbysteinmetz meißelte die Gravierungen. Die Idee, ihm nachträglich noch einen Grabstein zu setzen, kam von einer Lehrerin einer damaligen 7. Klasse der Hauptschule Satzvey. Die ganze Klasse setzte sich für die Umsetzung ein.
Am 1. September 1985 wurde seitens der Ortsgemeinschaft Kommern ein Mahnmal an der gegenüberliegenden Seite des Prinzenwegs eingeweiht. Es erinnert an das Leben und Wirken der von etwa 1710 bis zum 13. Juli 1942 bestehenden Synagogengemeinde Kommern. Die Inschrift des Gedenksteins lautet: Zum Gedenken an unsere jüdischen Mitbürger – durch nationalsozialistische Gewaltherrschaft 1933-1945 vertrieben und ermordet.